# Vicariato apostolico di Vientiane
Il vicariato apostolico di Vientiane (in latino Vicariatus Apostolicus Vientianensis) è una sede della Chiesa cattolica in Laos immediatamente soggetta alla Santa Sede. Nel 2022 contava 14.323 battezzati su 2.402.000 abitanti. È retto dal vescovo Anthony Adoun Hongsaphong.

## Territorio
Il vicariato apostolico comprende le tre province laotiane di Houaphan, Xiangkhoang, Vientiane, la municipalità di Vientiane e la maggior parte della provincia di Bolikhamsai.
Sede del vicariato è la città di Vientiane, dove si trova la cattedrale del Sacro Cuore.
Il territorio è suddiviso in 51 parrocchie.

## Storia
La prefettura apostolica di Vientiane e Luang-Prabang fu eretta il 14 giugno 1938 con la bolla Ad regnum Dei di papa Pio XI, ricavandone il territorio dal vicariato apostolico del Laos (oggi arcidiocesi di Thare e Nonseng).
Il 13 marzo 1952 per effetto della bolla Est in Sanctae Sedis di papa Pio XII la prefettura apostolica è stata elevata a vicariato apostolico e ha assunto il nome attuale.
Il 1º marzo 1963 ha ceduto una porzione del suo territorio a vantaggio dell'erezione del vicariato apostolico di Luang Prabang.

## Cronotassi dei vescovi
Si omettono i periodi di sede vacante non superiori ai 2 anni o non storicamente accertati.
- Jean-Henri Mazoyer, O.M.I.[1] † (17 giugno 1938 - 13 marzo 1952 cessato)
- Etienne-Auguste-Germain Loosdregt, O.M.I. † (13 marzo 1952 - 22 maggio 1975 dimesso)
- Thomas Nantha † (22 maggio 1975 - 7 aprile 1984 deceduto)
- Jean Khamsé Vithavong, O.M.I. † (7 aprile 1984 succeduto - 2 febbraio 2017 dimesso)
- Louis-Marie Ling Mangkhanekhoun[2] (16 dicembre 2017 - 23 dicembre 2024 ritirato)
- Anthony Adoun Hongsaphong, dal 23 dicembre 2024

## Statistiche
Il vicariato apostolico nel 2022 su una popolazione di 2.402.000 persone contava 14.323 battezzati, corrispondenti allo 0,6% del totale.
| anno | popolazione | popolazione | popolazione | presbiteri | presbiteri | presbiteri | presbiteri                | diaconi | religiosi | religiosi | parrocchie |
| anno | battezzati  | totale      | %           | numero     | secolari   | regolari   | battezzati per presbitero | diaconi | uomini    | donne     | parrocchie |
| ---- | ----------- | ----------- | ----------- | ---------- | ---------- | ---------- | ------------------------- | ------- | --------- | --------- | ---------- |
| 1950 | 3.000       | 600.000     | 0,5         | 21         | 3          | 18         | 142                       |         |           | 4         | 7          |
| 1970 | 14.112      | 435.000     | 3,2         | 53         | 4          | 49         | 266                       |         | 54        | 45        |            |
| 1975 | 18.000      | 775.000     | 2,3         | 12         | 3          | 9          | 1.500                     |         | 11        | 32        |            |
| 1994 | 12.000      | 1.217.000   | 1,0         | 4          | 4          |            | 3.000                     |         |           | 29        | 8          |
| 2000 | 11.471      | 2.680.000   | 0,4         | 4          | 3          | 1          | 2.867                     |         | 4         | 91        |            |
| 2001 | 11.471      | 1.235.000   | 0,9         | 4          | 3          | 1          | 2.867                     |         | 1         | 91        | 4          |
| 2002 | 11.120      | 1.478.000   | 0,8         | 3          | 3          |            | 3.706                     |         | 2         | 18        | 17         |
| 2005 | 11.120      | 1.478.000   | 0,8         | 3          | 3          |            | 3.706                     |         | 2         | 18        | 17         |
| 2014 | 14.947      | 2.216.558   | 0,7         | 5          | 1          | 4          | 2.989                     |         | 4         | 20        | 23         |
| 2017 | 15.750      | 2.417.000   | 0,7         | 11         | 1          | 10         | 1.431                     |         | 10        | 19        | 23         |
| 2020 | 16.650      | 2.508.000   | 0,7         | 6          | 3          | 3          | 2.775                     |         | 4         | 13        | 47         |
| 2022 | 14.323      | 2.402.000   | 0,6         | 6          | 3          | 3          | 2.387                     |         | 5         | 23        | 51         |